# 青龍翼龍屬
青龍翼龍屬是翼龍目喙嘴翼龍科的一屬，化石是一個頭顱骨與骨骼，發現於中國河北省青龍縣的木頭凳鎮，屬於髫髻山组，地質年代相當於侏儸紀的中晚期。在2012年，呂君昌等人將這些化石敘述、命名，模式種是郭氏青龍翼龍（Q. quoi）。